# 程辛
程辛（1920年4月20日—2012年10月19日），男，安徽省霍山县大化坪镇人，中华人民共和国政治人物，曾任第六机械工业部副部长。

## 生平
1938年参加革命工作，1939年加入中国共产党。1945年抗日战争结束后，程辛被派往由苏军接管的大连市工作。根据上级要求，以大连市总工会的名义，举办大连工人训练班。1946年3月初至4月初，担任第五期工训班党总支书记、班主任。
1946年4月，中共大连市委派程辛等同志到大连造船厂（当时叫做船渠）开展工作。在改组职工会的基础上，建立党的秘密组织，后改称中共大连船渠区委员会，程辛任区委书记。
1954年调至北京，历任第一机械工业部船舶工业管理局设备配套处处长、副局长，第三机械工业部船舶工业管理局副局长、第九总局副局长，第六机械工业部技术司司长等职。
1962年10月3日，中国造船工程学会第一次会员代表大会在上海召开，选举张文治为理事长，于笑虹、程辛、杨俊生、杨槱为副理事长。
1966年2月4日，中共中央、国务院批复同意成立上海船舶工业公司，由第六机械工业部和上海市双重领导，以六机部为主，并成立造船公司筹备处，程辛任筹备处主任，高兆林为副主任。由于文化大革命的干扰和破坏，上海船舶工业公司的筹建工作被迫停止。
1974年恢复工作，之后历任第六机械工业部副部长兼生产局局长。1985年离休。
2012年10月19日在北京逝世。

## 出版物
- 主编《中国舰艇工业历史资料丛书》[6]。
- 《开展工作的五年》，刊载于《船史研究》1998年第14期。